# (34183) Yeshdoctor
2000 QG44 (asteroide 34183) é um asteroide da cintura principal. Possui uma excentricidade de 0.18460350 e uma inclinação de 0.24589º.
Este asteroide foi descoberto no dia 24 de agosto de 2000 por LINEAR em Socorro.